# Hāreh
Hāreh (persiska: هاره) är en ort i Iran.   Den ligger i provinsen Mazandaran, i den norra delen av landet, 80 km öster om huvudstaden Teheran. Hāreh ligger 1 937 meter över havet och antalet invånare är 163.
Terrängen runt Hāreh är bergig åt nordväst, men åt sydost är den kuperad. Hāreh ligger nere i en dal. Runt Hāreh är det ganska glesbefolkat, med 30 invånare per kvadratkilometer. Närmaste större samhälle är Rīneh, 12,8 km väster om Hāreh. Trakten runt Hāreh består i huvudsak av gräsmarker.